# 桝太一
桝太一（1981年9月4日—）是日本電視台的男新聞主播，出身自千葉縣千葉市，東京大學研究院農學生命科學研究科畢業。2006年加入日本電視台，曾擔任《DON!》、《Zoom in!! Saturday》、《ZIP!》等電視節目的主持人，2021年接任福澤朗成為《真相報道Bankisha!》的總主持人。2011年起，連續5年成為Oricon舉辦的票選活動「最喜歡的男性新聞主播」中的第1名，並進入該票選的名人堂（即不再被納入投票範圍）。2022年1月23日，40歲的桝宣佈因希望專注於在同志社大學哈里斯理化學研究所的研究工作，將會在3月辭去日本電視台的工作，結束他在日本電視台16年的工作生涯。他仍會參與《真相報道Bankisha!》的幕前工作。

## 外部連結
- 日本電視台官方網站（日語）
- 桝太一的X（前Twitter）（日語）